# Supercavitazione

Una cavità (bianca) si forma dietro un oggetto (nero) al suo passaggio ad alta velocità in un liquido (blu).

La supercavitazione è una tecnica che permette di utilizzare gli effetti dell'ordinaria cavitazione per creare una bolla di gas all'interno di un liquido, permettendo ad un oggetto di viaggiare ad altissima velocità all'interno del liquido stesso, rimanendo però completamente avvolto dalla bolla di gas. La bolla riduce drasticamente la resistenza dell'oggetto, permettendogli di raggiungere velocità impossibili da ottenere con una normale tecnica di navigazione. Infatti la resistenza incontrata da un oggetto in un gas è molto inferiore a quella riscontrata in un liquido.

## Descrizione

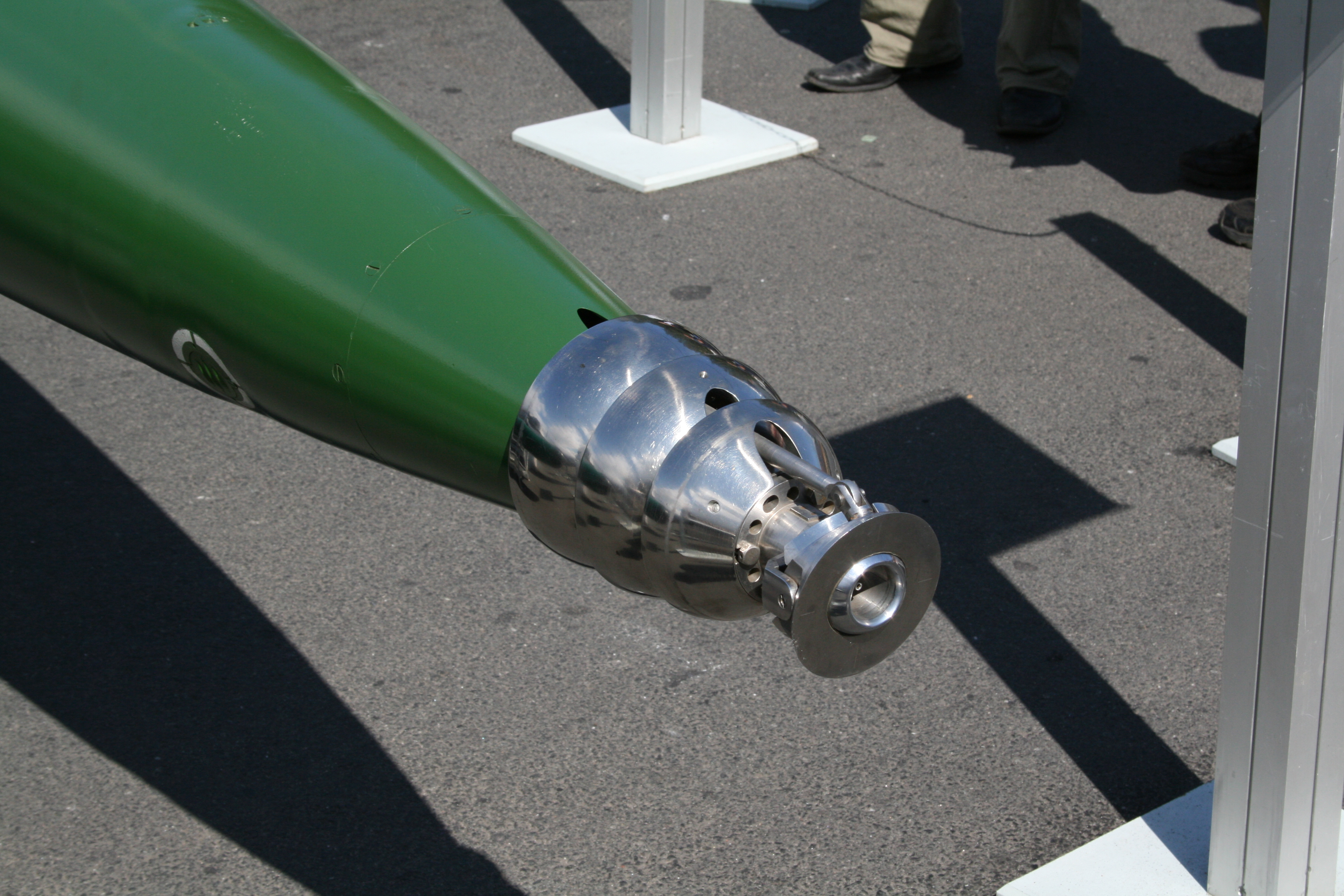
Siluro-razzo russo VA-111 Shkval: dettaglio del muso con il pressurizzatore di cavitazione.

Quando in un liquido la pressione statica è minore della relativa tensione di vapore, avviene una transizione di fase e il liquido passa in fase gassosa sotto forma di bolle. Questo fenomeno è detto cavitazione. In genere la cavitazione è dannosa e da evitare nelle applicazioni fluidodinamiche: genera rumore, diminuzione di efficienza degli oggetti coinvolti ed erosione delle superfici a contatto. 
La supercavitazione è utilizzata da alcuni siluri superveloci. Un siluro a supercavitazione è progettato appositamente per generare queste bolle di gas: l'estremità anteriore del siluro ha forma piatta con bordi sagomati. Quando l'oggetto raggiunge la velocità dell'ordine di 45 m/s (162 km/h, cioè circa 87 nodi) l'estremità piatta deflette l'acqua, che, incontrando a valle dell'estremità una pressione inferiore alla sua tensione di vapore, passa in fase gassosa dando origine ad una bolla di gas attorno alla punta del siluro. Aumentando ulteriormente la velocità ed iniettando gas di altra origine è possibile far crescere la bolla gassosa fino a ricoprire l'intero siluro. Un'arma che utilizza questa tecnica è il siluro russo VA-111 Shkval.

## Limitazioni
Sino a poco tempo fa, il limite dei siluri a supercavitazione era costituito dal fatto che la loro direzione, una volta lanciati, non potesse più essere modificata, contrariamente a quanto avviene con i normali siluri filoguidati. Recentemente però, ad opera soprattutto di alcune aziende europee, si sta riuscendo ad ovviare a tale inconveniente: il "naso" del siluro (che, oltre a favorire la supercavitazione, con la sua forma piatta la incentiva tramite l'espulsione nella bolla di parte dei gas di scarico del propulsore grazie ad appositi condotti) può essere orientato grazie a un attuatore, permettendo così la modifica della traiettoria anche dopo il lancio.